# 假面騎士×假面騎士 鎧武 & Wizard 天下決勝之戰國MOVIE大合戰
《假面騎士×假面騎士 鎧武 & Wizard 天下決勝之戰國MOVIE大合戰》（日语：仮面ライダー×仮面ライダー 鎧武&ウィザード 天下分け目の戦国MOVIE大合戦），是日本特攝節目《假面騎士Wizard》和《假面騎士鎧武》聯動劇場版，「MOVIE大戰系列」第5部作品。日本地區於2013年12月14日上映。

## 本作特色
- 本作為《平成假面騎士系列》第15部紀念作的首部紀念劇場版作品。
- 本作繼《假面騎士Wizard》本篇第52～53話後歷代15位《平成假面騎士》再度於在本作中齊聚登場。
- 本作繼《劇場版 假面騎士龍騎 EPISODE FINAL》及《劇場版 假面騎士電王&KIVA Climax刑事》後，再次出現與主角騎士外觀相同且為改色版的反派騎士。
- 本作繼《劇場版 假面騎士Wizard in Magic Land》後，再次以異世界作為故事舞台的劇場版作品。
- 本作為《假面騎士Wizard》系列的完結篇。
- 本作首次出現於劇中角色短暫復活的設定。[1]
- 本作首次出現於劇中角色重新獲得變身能力的設定。[2]

## 故事概要
假面騎士Wizard「約定的地方」
魅影（Phantom）餘黨之一的食人魔作亂，為了令自身力量變得強大而把同類當作餌食，指環之魔法使操真晴人 / 假面騎士Wizard因體內寄宿魅影的關係而被對方盯上。再次赴上戰場迎戰時，本已逝去的曆竟然出現在面前並變身成為白色魔法使。
假面騎士鎧武「戰極Battle Royale！」
在澤芽市內「Armored Rider」之間的鬥技場「戰極Battle Royale」開幕，葛葉紘汰 / 假面騎士鎧武、驅紋戒斗 / 幪面超人巴隆、吳島光實 / 幪面超人龍玄等人開始應戰的時候，卻突然出現時空裂縫及神秘的怪人，眾人掉進裂縫中而到達被稱為「武神」的假面騎士們群雄割據的世界之中。對突如其來的事態存在困惑時，最強的「武神鎧武」站立在前。

## 故事背景＆用語
戰極Battle Royale！
原文：

戰極時代
原文：
通過海姆冥界森林的另一時空裂縫所到達的異世界，人物及背景與現實世界的日本歷史中戰國時代相似，但相異的是文明上與現代有所結合，以及此世界同樣有假面騎士的存在並稱之為「武神」。
於“武神鎧武”的口中透露是他將葛葉紘汰等人從現代藉由“血橙定鎖種子”帶到了該時代。
武神
原文：
於戰極時代中假面騎士的統稱，在群雄割據的武將身邊猶如守護者的存在，並負責代表該名武將領軍出戰。
唯獨只有假面騎士武神鎧武兼辦武將的身份，以獲取天下為己任而四處征戰。

## 登場人物

### 假面騎士Wizard -「約定的地方」
操真晴人（そうま・はると）（白石隼也飾）
指環之魔法使，假面騎士Wizard變身者。
決戰事件過後，帶著曆的遺物「Hope」指環而遊走各地尋找地方安葬。
因為體內寄宿魅影的緣故而被食人魔所狙擊。
曆（奧仲麻琴飾）
過去與操真晴人共同生活的少女。
本來因被奪走體內用作維持生命的「賢者之石」而消失於人世，
如今事件中卻因「Hope」指環的力量實體化後，現身於晴人面前並變身成為白色魔法使。
仁藤攻介（にとう・こうすけ）（永瀨匡飾）
古代魔法使，假面騎士Beast變身者。
過去因阻止「魔宴」的進行，而從事件中失去成為魔法使的資格。
尋回曾經作為自身魔力來源的魅影Beast Chimera後，重新與其訂立契約而再次成為魔法使。
奈良瞬平（なら・しゅんぺい）（戶塚純貴飾）
過去因被操真晴人所救而自願成為其助手的青年，現今在古董店「面影堂」跟隨輪島繁學習製作魔法指環。
大門凛子（だいもん・りんこ）（高山侑子飾）
過去支援著操真晴人，現今隸屬國家安全局零課的女警。
如今事件中調查出已故的笛木奏（白色魔法使）製作人造魅影設施的所在地。
輪島繁（わじま・しげる）（小倉久寛飾）
古董店「面影堂」店主。
稻森真由（いなもり・まゆ）（中山繪梨奈飾)
假面騎士Mage變身者。
飯島讓（いいじま‧ゆずる）（相馬眞太飾)
假面騎士Mage變身者。
山本昌宏（やまもと‧まさひろ）（川口真五飾)
假面騎士Mage變身者。
大須賀（オオスガ）（敦士飾）
魅影的餘孽之一，食人魔的宿主。
為了增強自身力量而不斷噬食其餘的同類，並盯上操真晴人體內寄宿的魅影Wizardragon。
甜甜圈店店長（KABA.ちゃん飾）
甜甜圈店舖「Hungry～」店長。

### 假面騎士鎧武 - 戰極Battle Royale！
葛葉紘汰（かずらば・こうた）（佐野岳飾）
假面騎士鎧武變身者。
以街舞團體「鎧武隊」的代表參加鬥技大會「戰極Battle Royale」，比賽中途卻突然出現時空裂縫。
為追逐神秘的怪人而掉進裂縫，因此到達稱為「武神」的幪面超人們割據爭雄的異世界“戰極時代”之中。
驅紋戒斗（くもん・かいと）（小林豐飾）
假面騎士巴隆變身者。
街舞團體「巴隆隊」的領隊。
參戰鬥技大會「戰極Battle Royale」中與眾人一同掉進時空裂縫因而到達異世界“戰極時代”之中。
被武神OOO勢力一方，信長的家臣蘭丸推舉成為新任的君主。
吳島光實（くれしま・みつざね）（高杉真宙飾）
假面騎士龍玄變身者。
「鎧武隊」的隊員，私下是世界樹財團高層的公子。
與葛葉紘汰代表團體參加鬥技大會「戰極Battle Royale」，與眾人一同掉進時空裂縫並到達異世界“戰極時代”之中。
吳島貴虎（くれしま・たかとら）（久保田悠来飾）
假面騎士斬月變身者。
吳島光實的兄長，在世界樹財團擔任要職。
事件中為某種原因，借用海姆冥界森林的空間裂縫之力而隻身前往異世界“戰極時代”。
於故事結尾時，從戰極凌馬身上獲得了新研發的創世驅動器及新型能量鎖種。
高司舞（たかつかさ・まい）（志田友美飾）
街舞團體「鎧武隊」成員，葛葉紘汰的青梅竹馬。
事件中被捲入而進入時空裂縫到達葛葉紘汰們所在的異世界“戰極時代”之中。
Chucky（チャッキー）（津山香音飾）
「鎧武隊」的隊員，隊伍中舞技最頂尖的一人。
有不弱於男性的剛強感。
Rika（リカ）（横田美菜飾）
「鎧武隊」的隊員，舞技不遜色於Chucky的實力者。
有著自然呆的性格。
Rat（ラット）（小澤廉飾）
街舞團體「鎧武隊」成員。
常在隊伍中製造氣氛而成為亮點，有時會因任意妄為的舉動導致受傷。
Zack（ザック）（松田岳 (演員)飾）
「巴隆隊」的隊員，舞技高超。
忠誠於驅紋戒斗並為其的左右手，隊伍優秀的No.2。
Peco（ペコ）（百瀨朔飾）
街舞團體「巴隆隊」成員。
初瀬亮二（はせ・りょうじ）（白又敦飾）
假面騎士黑影變身者。
街舞團體「雷特狂野隊」的領隊。
代表團體參戰鬥技大會「戰極Battle Royale」。
城乃内秀保（じょうのうち・ひでやす）（松田凌飾）
假面騎士古列頓變身者。
街舞團體「因維托隊」的領隊。
代表團體參戰鬥技大會「戰極Battle Royale」。
DJ相樂（DJサガラ）（山口智充飾）
澤芽市中廣播地下電台節目「Beat Riders Hotline」的唱片騎師。
戰極凌馬（せんごく・りょうま）（青木玄德飾）
於世界樹財團擔任技術開發的科學家。
於故事結尾時，將新開發的創世驅動器及新型能量鎖種交給貴虎。
湊耀子（みなと・ようこ）（佃井皆美飾）
隸屬世界樹財團，戰極凌馬的秘書。

### 天下決勝之戰國MOVIE大合戰
蘭丸（ランマル）（上田真央飾）
武神OOO勢力武將信長屬下的家臣。
在信長與武神OOO陣亡後，為保衛領土居民的安危，而推舉來自另一世界的驅紋戒斗繼任成為君主。
家康（イエヤス）（JOY 飾） 
武神Wizard從屬的武將。以「家康城」作為據點。
失去所屬的武神後遇上葛葉紘汰及吳島光實，並游說兩人成為自己一方的武神。
秀吉（ヒデヨシ）（木之本嶺浩飾）
武神W從屬的武將。
性格優柔寡斷及行動力欠奉，常常被妻子茶茶的雌威壓制在頭上。
原型角色為《假面騎士W》中的照井龍（てるい・りゅう）
茶茶（チャチャ）（山本光飾）
秀吉的妻子，常去怒斥和用草履拍打丈夫以示激勵。
原型角色為《假面騎士W》中的照井亞樹子（てるい・あきこ）
信長（ノブナガ）（岩永洋昭飾）
武神OOO從屬的武將。
被武神鎧武追撃至教堂「HONNOUJI」中與武神OOO一同戰敗身亡。
原型角色為《假面騎士OOO》中的伊達明（だて・あきら）
Fourze軍武將（高橋龍輝飾）
武神Fourze從屬的武將。
原型角色為《假面騎士Fourze》中的歌星賢吾（うたほし・けんご）
Kiva軍武將（加藤慶祐飾）
武神Kiva從屬的武將。
原型角色為《假面騎士KIVA》中的名護啟介（なご・けいすけ）

## 本作限定登場的假面騎士/形態

### 假面騎士武神鎧武
變身者：N/A（替身演員：富永研司、CV：小山力也）
原文：
外表酷似假面騎士鎧武的武神，以「Blood Orange」定鎖種子變身的形態，專用武裝同樣是Musou Saber以及赤色的大橙丸。
於戰極時代自成一方作為武將，為奪取和統一天下而率領怪人兵團剿除各方武神，並奪走武神力量將之寄宿於神木內。

#### 變身模式
| 型態名稱                   | 簡介 | 外觀                                                                       | 能力 |
| Blood Orange Arms 血橙鎧甲 | 原文： 劇中的主要形態，利用「Blood Orange」定鎖種子變身的形態 身高：203cm 體重：105kg 拳擊力：13.5t 踢擊力：18.9t 跳躍力：22m 行動速度： 100m/6.3秒 | 外表上顏色以深紅色、金色和藍色為主，眼睛部份為深紅色並帶有黑色火焰狀圖紋。 | 近戰為主的形態，能力屬平均型，可同時使用武器無雙軍刀和赤色的大橙丸兩者配合，以二刀流作為戰鬥方式，攻擊模式和必殺技都與假面騎士鎧武一樣。 |
| 蓮華座・武神鎧武           | 原文： 與神木融合而成的戰鬥形態。 | 外表上下半身與神木融合化成蓮華花的形狀。                                   | 與神木融合而成的戰鬥形態。飛散的花瓣能夠如炸彈一樣爆破；能自由操縱及大量生出樹木觸手；生出的巨大種子可長成各類型的怪人。                 |

#### 專屬武裝
- 無雙軍刀

原文： / Musou Saber
有關另見：輔助裝備
- 大橙丸

原文： / Daidaimaru
Blood Orange Arms形態專用斬刀，刀柄可與無雙軍刀連接。

#### 必殺技
- 薙刀無雙切

原文： / Naginata Musou Slicer
無雙軍刀與大橙丸連接上的「薙刀模式」狀態下，劍柄位置的「Drive Launch」裝上「Blood Orange」定鎖種子後發動的必殺技。以血橙型能量光球拘束敵人後再衝上前砍下致命一擊。

### 假面騎士Wizard
變身者：操真晴人（替身演員：高岩成二 / 岡田和也、CV：白石隼也）

#### 變身模式
| 型態名稱                        | 簡介 | 外觀                                | 能力 |
| Infinity Dragon Gold 黃金無限龍 | 原文： 利用「Finish Strike」指環變身的最強形態 身高：202cm 體重：116kg 拳擊力：25.4 踢擊力：42.3t 跳躍力：45m 行動速度：100m/4.2秒 | 基本與Infinity Dragon相同及帶有金色 | 因經過「Chichinpuipui」魔法指環的咒文洗煉，原來Infinity Dragon能再度進化成另一層次的形態。巨大的魔力令全身覆蓋著黃金色的光輝。 |

### 假面騎士鎧武
變身者：葛葉紘汰 （替身演員：高岩成二、CV：佐野岳）

#### 變身模式
| 型態名稱               | 簡介 | 外觀                                                                | 能力                                                  |
| Wizard Arms Wizard鎧甲 | 原文： 利用「Wizard」定鎖種子變身的形態 身高：203cm 體重：110kg 拳擊力：11.2t 踢擊力：10.2t 跳躍力：24m 行動速度：100m/6.3秒 | 鎧甲外表上混合部分假面騎士Wizard的Flame Style形態造型，眼睛為紅色。 | 擁有假面騎士Wizard能力的形態，配合武器Wizarswordgun。 |

#### 專屬武裝
- Wizarswordgun

原文：
原屬假面騎士Wizard的劍槍混合的武器。

### 假面騎士巴隆
變身者：驅紋戒斗（替身演員：永德、CV：小林豊）

#### 變身模式
| 型態名稱         | 簡介 | 外觀                                                            | 能力                                             |
| OOO Arms OOO鎧甲 | 原文： 利用「OOO」定鎖種子變身的形態 身高：208cm 體重：104kg 拳擊力：13.3t 踢擊力：12.4t 跳躍力：28m 行動速度：100m/5.8秒 | 鎧甲外表上混合部分假面騎士OOO的鷹虎蝗聯組形態造型，眼睛為綠色。 | 擁有假面騎士OOO能力的形態，配合武器Medajaribur。 |

#### 專屬武裝
- Medajalibur

原文：
原屬假面騎士OOO專用的大劍。

### 假面騎士龍玄
變身者：吳島光實（替身演員：佐藤太輔、CV：高杉真宙）

#### 變身模式
| 型態名稱     | 簡介 | 外觀                                                                           | 能力                                              |
| W Arms W鎧甲 | 原文： 利用「W」定鎖種子變身的形態 身高：203cm 體重：96kg 拳擊力：8.5t 踢擊力：11.8t 跳躍力：30m 行動速度：100m/5.4秒 | 鎧甲外表上混合部分假面騎士W的Cyclone·Joker形態造型，眼睛為右邊綠色及左邊紫色。 | 擁有假面騎士W能力的形態，配合武器Trigger Magnum。 |

#### 專屬武裝
- Trigger Magnum

原文：
原屬假面騎士W在Trigger型態所使用的手槍。

### 假面騎士斬月
變身者：吳島貴虎（替身演員：渡邊淳、CV：久保田悠來）

#### 變身模式
| 型態名稱               | 簡介 | 外觀                                                                | 能力                                                  |
| Fourze Arms Fourze鎧甲 | 原文： 利用「Fourze」定鎖種子變身的形態 身高：206cm 體重：106kg 拳擊力：12.3t 踢擊力：13.0t 跳躍力：28m 行動速度：100m/5.7秒 | 鎧甲外表上混合部分假面騎士Fourze的Base States形態造型，眼睛為橙色。 | 擁有假面騎士Fourze能力的形態，配合武器Rocket Module。 |

#### 專屬武裝
- 無雙軍刀

原文： / Musou Saber
有關另見：輔助裝備
- Rocket Module

原文：
火箭推進器，能夠增強拳擊威力或飛行。

## 登場怪人 / 敵對角色
- 白色魔法使（白い魔法使い） （替身演員：藤田慧（日语：藤田慧)）、CV：奧仲麻琴）

本作由「Hope」魔法指環化成曆的形體所變身。
- 豬籠草怪人（ウツボカズラ怪人） （替身演員：金子起也（日语：金子起也)）、CV：吉野裕行）

假面騎士武神鎧武的副將。手部各長著三根尖爪；具有吸收任何人類或武神後藏於體內的能力；身體可隨意長出無數植物根部纏繞或攻擊敵人。
- 魅影 Phantom（ファントム）

- 食人魔（オーガ） （替身演員：富永研司、CV：敦士）

宿主為大須賀的魅影。使用長劍作武器；左肩長出的口部可舌食其他魅影並化作自身的能力使用，已具有巴力西卜、古利姆連進化體、彌諾陶洛斯、美杜莎及雷吉翁的能力。
- 卡巴克魯（カーバンクル）

原是屬笛木奏（賢者）的人造魅影，本作以三名量產的形式登場。
- 彌諾陶洛斯（ミノタウロス）
- 九頭蛇（ヒドラ）
- 惡靈妖精
- 百眼巨人（アルゴス）
- 斯芬克斯（スフィンクス）
- 甲蟲神（ケプリ）

- Zodiarts（ゾディアーツ）
  - 獵戶座Zodiarts（オリオン・ゾディアーツ）
  - 英仙座Zodiarts（ペルセウス・ゾディアーツ）
  - 蒼蠅座Zodiarts（ムスカ・ゾディアーツ）
  - 巨蟹座Zodiarts（キャンサー・ゾディアーツ）
  - 雙魚座Zodiarts（ピスケス・ゾディアーツ）

- Yummy（ヤミー）
  - 贗品Yummy（屑ヤミー）
  - 螳螂Yummy（カマキリヤミー）
  - 貓Yummy（ネコヤミー）
  - 鸚鵡Yummy（オウムヤミー）
  - 黑鳳蝶Yummy（クロアゲハヤミー）
  - 翼龍Yummy（プテラノドンヤミー）
  - 貓頭鷹Yummy（フクロウヤミー）
  - 軍雞Yummy（軍鶏ヤミー）

- Dopant 多班特（ドーパント）
  - Death‧Dopant（デス・ドーパント）
  - Luna‧Dopant（ルナ・ドーパント）
  - Heat‧Dopant（ヒート・ドーパント）
  - Trigger‧Dopant（トリガー・ドーパント）
  - Metal‧Dopant（メタル・ドーパント）
  - Bat‧Dopant（バット・ドーパント）
  - Spider‧Dopant（スパイダー・ドーパント）
  - Eye‧Dopant（アイズ・ドーパント）

- 牙血鬼（ファンガイア）
  - 疣豬牙血鬼（ウォートホッグファンガイア）

- 魔化魍（まかもう）
  - 四谷之火車（四谷のカシャ）
  - 猿橋之貓怪（猿橋のバケネコ）

## 本作登場魔法指環（Wizard Ring）
- 「Chichinpuipui」魔法指環（チチンプイプイウィザードリング）

假面騎士Wizard使用道具。
由奈良瞬平製造，原本沒有魔法的效果以致當作失敗品，但能與「Hope」指環力量產生共鳴並製造出另一名Wizard本尊個體。

## 本作登場定鎖種子（Lock Seed）
| 英文名稱     | 日文名稱 | 中文名稱 | 編號  | 隸屬者   | 類別                 | 能力 | 備註 |
| ------------ | -------- | -------- | ----- | -------- | -------------------- | --- | --- |
| Blood Orange |          | 血橙     | LS-07 | 武神鎧武 | 鎧甲                 | 基本近戰形態（綜合力量較鎧武為優），附帶武器大橙丸，並具有開放空間裂縫穿梭戰極時代與現實世界兩地的能力。 | 變身形態Blood Orange Arms。 音效為「Blood Orange Arms！Janomichi On Stage！」（「ブラッドオレンジアームズ！邪ノ道オンステージ！」） 中文意思為「血橙鎧甲！邪道登台！」 該定鎖種子也可作為通往戰極世界及海爾冥界森林兩者世界的橋樑；於本作中“武神鎧武”也藉由了該定鎖種子的力量將葛葉紘汰一行人帶到了“戰極時代”。 於本作結尾由吳島光實開啟該鎖頭後，葛葉紘汰一行人也透過該世界的裂縫經由海爾冥界森林回到了原本的世界。 於《鎧武外傳 假面騎士杜古》中由狗道供界藉助「Genesis Core」及「Zakuro」混合使用變身假面騎士救世。 |
| Wizard       |          | Wizard   | -     | 鎧武     | 鎧甲（傳奇騎士系列） | 「Flame」魔法指環與海姆冥界果實融合而成 擁有假面騎士Wizard力量的形態，附帶武器Wizarswordgun              | 鎧武利用此轉變成另一形態Wizard Arms。 音效為「Wizard Arms！Shabadobie！Show Time！」（「ウィザードアームズ！シャバドゥビ！ショータイム！」） 中文意思為「Wizard鎧甲！Shabadobie！表演時間！」 |
| OOO          |          | OOO      | -     | 巴隆     | 鎧甲（傳奇騎士系列） | 「Taka」核心硬幣與海姆冥界果實融合而成 擁有假面騎士OOO力量的形態，附帶武器Medajaribur                    | 巴隆利用此轉變成另一形態OOO Arms。 音效為「OOO Arms！TATOBA、TATOBA！」（「オーズアームズ！タトバ、タトバー！」） 中文意思為「OOO鎧甲！鷹虎蝗、鷹虎蝗！」 |
| W            |          | W        | -     | 龍玄     | 鎧甲（傳奇騎士系列） | 「Joker」蓋亞記憶體與海姆冥界果實融合而成 擁有假面騎士W力量的形態，附帶武器Trigger Magnum                | 龍玄利用此轉變成另一形態W Arms。 音效為「W Arms！Cyclone．Joker．HAA．HAA．HAA！」（「ダブルアームズ！サイクロン．ジョーカー．ハッ．ハッ．ハッ！」） 中文意思為「W鎧甲！旋風．皇牌．哈．哈．哈！」 |
| Fourze       |          | Fourze   | -     | 斬月     | 鎧甲（傳奇騎士系列） | 「Rocket」天文裝置與海姆冥界果實融合而成 擁有假面騎士Fourze力量的形態，附帶武器Rocket Module             | 斬月利用此轉變成另一形態Fourze Arms。 音效為「Fourze Arms！Se．Syun．Switch．On！」（「フォーゼアームズ！青．春．スイッチ．オン！」） 中文意思為「Fourze鎧甲！青．春．Switch．On！」 |

## 演員
假面騎士Wizard
- 操真晴人 / 假面騎士Wizard - 白石隼也 飾/聲
- 曆 / 白色魔法使 - 奥仲麻琴 飾/聲
- 仁藤攻介 / 假面騎士Beast - 永瀨匡  飾/聲
- 大門凛子 - 高山侑子 飾
- 奈良瞬平 - 戶塚純貴 飾
- 輪島繁 - 小倉久寛 飾
- 大須賀 / 食人魔 - 敦士（日语：敦士 (ファッションモデル)） 飾/聲
- 稻森真由 / 假面騎士Mage（琥珀） - 中山繪梨奈（日语：中山絵梨奈） 飾/聲
- 飯島讓 / 假面騎士Mage（水藍） - 相馬真太 飾/聲
- 山本昌宏 / 假面騎士Mage（翠綠） - 川口真五 飾/聲
- 木崎 - 川野直輝（日语：川野直輝） 飾
- 甜甜圈店店長 - KABA.ちゃん飾

假面騎士鎧武
- 葛葉紘汰 / 假面騎士鎧武 - 佐野岳 飾/聲
- 驅紋戒斗 / 假面騎士巴隆 - 小林豐 飾/聲
- 吳島光實 / 假面騎士龍玄 - 高杉真宙 飾/聲
- 吳島貴虎 / 假面騎士斬月 - 久保田悠來 飾/聲
- 高司舞、謎之少女 - 志田友美 飾
- Chucky - 津山香音 飾
- Rika - 橫田美菜（日语：橫田美菜） 飾
- Rat - 小澤廉 飾
- Zack - 松田岳 飾
- Peco - 百瀨朔（日语：百瀬朔） 飾
- 初瀬亮二 / 假面騎士黑影 - 白又敦 飾/聲
- 城乃内秀保 / 假面騎士古列頓 - 松田凌 飾/聲
- DJ相樂 - 山口智充 飾
- 「Team.波普起躍（Popup）」 - KAMEN RIDER GIRLS（安田奈央、吉住繪里加、名倉かおり、井坂仁美、遠藤三貴、秋田知里、鷲見友美Jiena）飾
- 「Team.蒼天」 - THE☆JACABAL'S（重住綾、阿部Potato、綿屋十目治、竹本洋平、真山奈緒）飾
- 蘭丸 -  上田真央（日语：上田眞央） 飾
- 家康 - JOY（日语：JOY (ファッションモデル)） 飾
- 秀吉 -  木之本嶺浩 飾
- 茶茶 - 山本光 飾
- 信長 - 岩永洋昭 飾
- Fourze軍武將 - 高橋龍輝 飾
- Kiva軍武將 - 加藤慶祐 飾
- 戰極凌馬 - 青木玄德（日语：青木玄徳） 飾
- 湊耀子 - 佃井皆美 飾
- 其他 - 鍛治直人、黒瀨義明、森下聰史、本間優太、鎌森良平、高越昭紀、本山力、久本浩史、西村匡生、關寛之、德田忠彦 飾

## 聲音演出
- 旁白 - 大塚芳忠
- Wizardragon - 大友龍三郎
- Beast Chimera - 西村知道
- 假面騎士武神鎧武 - 小山力也
- 豬籠草怪人 - 吉野裕行
- 蓋亞記憶體音聲 - 立木文彦
- 鎧武所屬道具音聲 - 平床政治（日语：Hermann H.&The Pacemakers#メンバー）
- 武神（其他假面騎士） - 高木達也（日语：高木達也）、内田雄馬

## 曲目

### 主題曲
「TEPPEN STAR」
- 演唱：hitomi
- 作詞：藤林聖子
- 作曲：JIN

## 製作人員
- 原作 - 石之森章太郎
- 導演 - 田崎龍太（日语：田崎竜太）
- 劇本 - 香村純子（Wizard）、毛利亘宏（鎧武、戰國MOVIE大合戰）
- 配樂 - 山下康介、中川幸太郎
- 動作指導 - 石垣廣文（日语：石垣広文）
- 特攝導演 - 佛田洋（日语：佛田洋）
- 製作 - 鈴木武幸（日语：鈴木武幸）（東映）、平城隆司（日语：平城隆司）（tv asahi）、日達長夫（TOEI VIDEO（日语：東映ビデオ））、和田修治（ADK）、木下直哉（日语：木下直哉）（木下組（日语：木下グループ））、古澤圭亮（萬代）
- 企劃 - 有川俊（東映）、林雄一郎（tv asahi）、加藤和夫（TOEI VIDEO（日语：東映ビデオ））、波多野淳一（ADK）、服部聰（木下組（日语：木下グループ））、石田忠也（萬代）
- 監製 - 小野寺章（石森プロ）
- 執行製作人 - 佐佐木基（日语：佐々木基）（tv asahi）
- 製作人 - 、宇都宮孝明（日语：宇都宮孝明）（東映）
- 攝影 - 倉田幸治
- 照明 - 斗澤秀
- 美術 - 大嶋修一（日语：大嶋修一）
- 錄音 - 堀江二郎
- 編集 - 長田直樹
- 整音 - 曾我薫
- 助理編導 - 山口恭平（日语：山口恭平）、上堀内佳壽也、黒川孝男、永井大裕
- 編劇 - 高岩玲子
- 制作擔當 - 石井誠
- 特殊攝影（特攝研究所（日语：特撮研究所））
  - 攝影 - 鈴木敬三、岡本純平、内田圭
  - 照明 - 安藤和也、關澤陽介
  - 美術 - 松浦芳、長谷川俊介、花谷充泰
  - 特效 - 中山亨、和田宏之、黒田政紀
  - 助導 - 小串遼太郎
  - 協力製作 - PICTURE ELEMENT（日语：ピクチャーエレメント）
- 製作人候補 - 望月卓、井元隆佑、石川啓、髙橋勇樹（東映）、菅野亞由美（tv asahi）
- 製作統籌 - 富田幸弘
- 人物設計 - 田嶋秀樹、小林大佑、田中宗二郎、阿部統（日语：阿部統）（PLEX）
- 生物設計 - 篠原保（日语：篠原保）、丸山浩
- 發行 - 東映
- 製作 - 劇場版「鎧武 & Wizard」製作委員會（東映、tv asahi、ADK、木下組（日语：木下工務店）、萬代）

## 外部連結
- 官方網站（页面存档备份，存于）